# مركز قلبي وعائي
المركز القلبي الوعائي (cardiovascular centre) هو أحد أجزاء دماغ الإنسان، وهو المسؤول عن تنظيم مُعدل ضربات القلب. ويوجد ذلك المركز في النخاع المستطيل. عادةً، ينبض القلب طبيعيًا بدون أي تدخلٍ من الأعصاب، ولكن في بعض المواقف (مثل ممارسة الرياضة، والصدمات الجسدية)، يكون المركز القلبي الوعائي مسئولاً عن تغيير معدل ضربات القلب. كما أنه يعمل على توسيط اضطراب النظم الجيبي التنفسي. ويؤثر المركز القلبي الوعائي في معدل ضربات القلب عن طريق الألياف الودية (لزيادة معدل ضربات القلب) والعصب المبهم (لتقليل معدل ضربات القلب). وتتصل كلٌ من الأعصاب المُعجلة والأعصاب المبهمة بـالعقدة الجيبية الأذينية (SA node). كما يعمل المركز القلبي الوعائي على زيادة حجم نفضة القلب (أي مقدار الدم الذي يضخه القلب). وتساعد تلك التغيرات أيضًا في تنظيم النتاج القلبي، حتى تصل كمية الدم المناسبة إلى الأنسجة.
وتستطيع الهرمونات، مثل الأدرينالين، أن تؤثر على المركز القلبي الوعائي، وأن تسبب زيادة معدل النبضات المُرسلة إلى العقدة الجيبية الأذينة، أو "الناظمة القلبية"، وبالتالي زيادة معدل ضربات القلب.
وقد تدعم المستقبلات الكيميائية أيضًا ذلك التنظيم.